# Gregorio Marañón

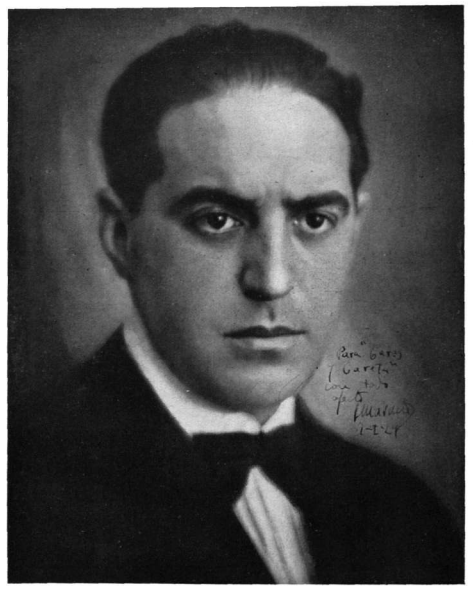
Gregorio Marañón, 1929

Gregorio Marañón y Posadillo (* 19. Mai 1887 in Madrid; † 27. März 1960 ebenda) war ein spanischer Mediziner, Schriftsteller, Philosoph und Historiker.

## Leben und Wirken
Marañón war der Sohn eines Juristen. Seine Mutter starb, als er drei Jahre alt war. Ab 1902 studierte er Medizin in Madrid. Schon während seines Studiums beschäftigte er sich außerdem mit Literatur und Geschichte. Marañón erhielt kurz vor Beendigung seines Medizinstudiums den Martínez-Molina-Preis der Real Academia de Medicina. 1910 wurde er zum Doktor der Medizin promoviert. Nach medizinischen Studien bei Paul Ehrlich in Frankfurt am Main kehrte er nach Madrid zurück und wurde dort bald ein bekannter Arzt. 1911 begann er seine Arbeit am Hospital General de Madrid, und er heiratete Dolores Moya. Sie hatten gemeinsam vier Kinder: Carmen, Belén, María Isabel und Gregorio. Es folgten bahnbrechende ärztliche Forschungen vorwiegend über die Tätigkeit der Drüsen. Marañón betrachtete die Endokrinologie und die Psychoanalyse als sich ergänzende Forschungsgebiete. Die größte Leistung Sigmund Freuds in der Medizin sah er darin, dass dieser die humanistische Perspektive wieder hergestellt habe. Er war einer der wenigen bedeutenden spanischen Ärzte, die Freud persönlich kannten, und veröffentlichte Stellungnahmen zur Psychoanalyse. 1920 wurde er zum Professor an die Madrider Universität berufen.
Im Sommer des Jahres 1922 begleitete Marañón König Alfonso XIII auf einer Reise in die Grenzregion von Las Hurdes in der Extremadura. Wie andere Intellektuelle seiner Zeit war er politisch und sozial aktiv. 1924 wurde Marañón zum Präsidenten des Ateneo de Madrid gewählt, einer bedeutenden kulturellen und wissenschaftlichen Einrichtung. Er kämpfte gegen die Diktatur von Miguel Primo de Rivera und wurde 1926 zu einem Monat Gefängnishaft verurteilt. Zugleich übte er Kritik am Kommunismus. 1930 erschien sein Hauptwerk La evolucion de la sexualidad humana y los estados intersexuales (Die Evolution der menschlichen Sexualität und die intersexuellen Zustände). 1931 wurde Marañón auf den neu geschaffenen Lehrstuhl für Endokrinologie an der Universität Complutense Madrid berufen. Er gründete das Institut für Medizinische Pathologie. Nachdem sich der König ins Exil begeben hatte, wurde Marañón für die Republikaner in die verfassunggebende Versammlung gewählt. Von Dezember 1936 bis zum Herbst 1942 lebte er wegen des Bürgerkriegs außerhalb von Spanien im Exil und ließ sich mit seiner Familie in Paris nieder. Nach seiner Rückkehr nahm er seine wissenschaftliche Tätigkeit in Madrid wieder auf. Als Politiker gehörte er mit seinem Freund Ortega y Gasset, für dessen Revista de Occidente er schrieb, mit Pío Baroja und José Martínez Ruiz zu den geistigen Vätern der spanischen Republik. Bis zu seinem Tod 1960 arbeitete Marañón als Wissenschaftler und hinterließ ein breites und international beachtetes Werk.

## Der Arzt

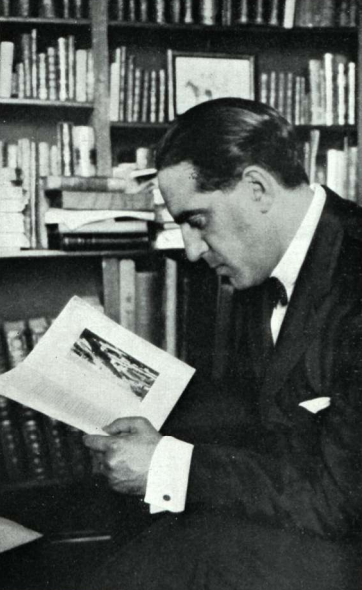
Marañón in seiner Bibliothek, 1931

### Zwei-Komponenten-Theorie der Emotion
Marañón verfügte über umfassende Kenntnisse in der Psychopathologie. In seiner Emotionstheorie analysierte er drei grundlegende Elemente, nämlich psychische, expressive und vegetative Elemente, die für die Entwicklung von Emotionen bedeutsam sind. Emotionen bestimmte er als subjektive Zustände, die sich als inneres, latentes und als äußeres, manifestes Verhalten mit verschiedenen physiologischen Reaktionsmustern manifestieren.
Marañón war der erste, der die subjektiv empfundenen und wahrgenommenen Wirkungen von parenteral verabreichtem Adrenalin untersuchte. Adrenalin wirkt erregungssteigernd, weil es das sympathische Nervensystem anregt. Er injizierte 210 gesunden Personen unterschiedliche Dosen von Adrenalin und beobachtete die Latenzzeit, Dauer, Intensität und Art der Reaktion. Ein Teil der Probanden (etwa 70 %) berichtete über körperliche Empfindungen, die mit Emotionen einhergingen. Die Emotionen wurden aber als kalt und als unbestimmt beschrieben („als-ob-Gefühle“). Ein anderer Teil der Probanden (etwa 30 %) berichtete von echten, meist negativen Gefühlen. Marañón gelang es auch, Emotionen gezielt zu induzieren. Wenn Probanden aufgefordert wurden, sich zum Beispiel an die verstorbenen Eltern zu erinnern, kam es zu einer Verstärkung der Trauerreaktionen. Dieselbe Aufforderung ohne Adrenalin-Injektion hatte keine Effekte. Die Wahrnehmung der körperlichen Veränderung ist also, so Marañón, keine hinreichende Bedingung für das Erleben einer Emotion. Deren Interpretation scheint ebenfalls eine Rolle zu spielen. Diese Beobachtungen führten zu seiner Zwei-Komponenten-Theorie der Emotion, die Forschungsergebnisse veröffentlichte er 1924.
Er kam zu dem Schluss, dass Empfindungen physischer Erregung zwar eine notwendige Bedingung für das Erleben einer Emotion seien, jedoch keine hinreichende Bedingung, wie es von der Ein-Komponenten-Theorie von William James behauptet wird. Marañón postulierte, dass Emotionen aus einer körperlichen und einer psychischen Komponente bestehen. Die körperliche Komponente von Emotionen besteht in den körperlichen Veränderungen, die mit der Erregung des sympathischen Nervensystems einhergehen und die subjektiv als Erregungsempfindungen wahrgenommen werden (z. B. kalte Hände, beschleunigter Herzschlag). Die psychische Komponente der Emotionen umfasst Kognitionen über die Ereignisse, die zu den körperlichen Veränderungen führten. Die psychische Komponente dient dazu, die wahrgenommenen körperlichen Veränderungen zu interpretieren. Eine vollständige Emotion entsteht nach Marañón nur dann, wenn beide Emotionskomponenten vorhanden sind. Seine Zwei-Komponenten-Theorie der Emotion enthält bereits wesentliche Gedanken der 1962 durch Schachter und Singer publizierten Zwei-Faktoren-Theorie der Emotion.

### Theorie der fortschreitenden Differenzierung der Sexualität
Zudem schuf Marañón eine Theorie der fortschreitenden Differenzierung der Sexualität, die auf seinen endokrinologischen, entwicklungs- und sexualpsychologischen Forschungen basierte: „Nach Marañón gibt es in der menschlichen Entwicklung zunächst eine Phase undifferenzierter Sexualität. Männliche und weibliche Elemente bilden sukzessive Entwicklungsgrade einer Funktion und nicht entgegengesetzte Pole, sondern ein Kontinuum. Das begründete Marañón mit der evolutionären Entwicklung der Sexualität von der eingeschlechtlichen oder zwittrigen zur zweigeschlechtlichen Fortpflanzung mit der Geschlechterdifferenz weiblicher und männlicher Wesen, die sich für ihn auch in der individuellen Evolution des Menschen zeigt. [...] Zunächst erfolgt die Wahl des Sexualobjekts unspezifisch, es folgt die Wahl des anderen Geschlechts als Sexualobjekt, das zur Erhaltung der Art dient. Bei zunehmender Differenzierung wird die Auswahl immer eingeschränkter und gründet sich deutlicher auf spezifische Merkmale oder Eigenschaften von Individuen. Auf der höchsten Differenzierungsstufe richtet sich der Instinkt nur noch auf ein einziges Individuum, außerhalb dessen keine Anziehung existiert. Marañón hielt die Liebschaften eines Don Juan für einen undifferenzierten Grad der Liebe auf niederer Entwicklungsstufe, die der bisexuellen Liebe am nächsten kommt.“

## Der Schriftsteller

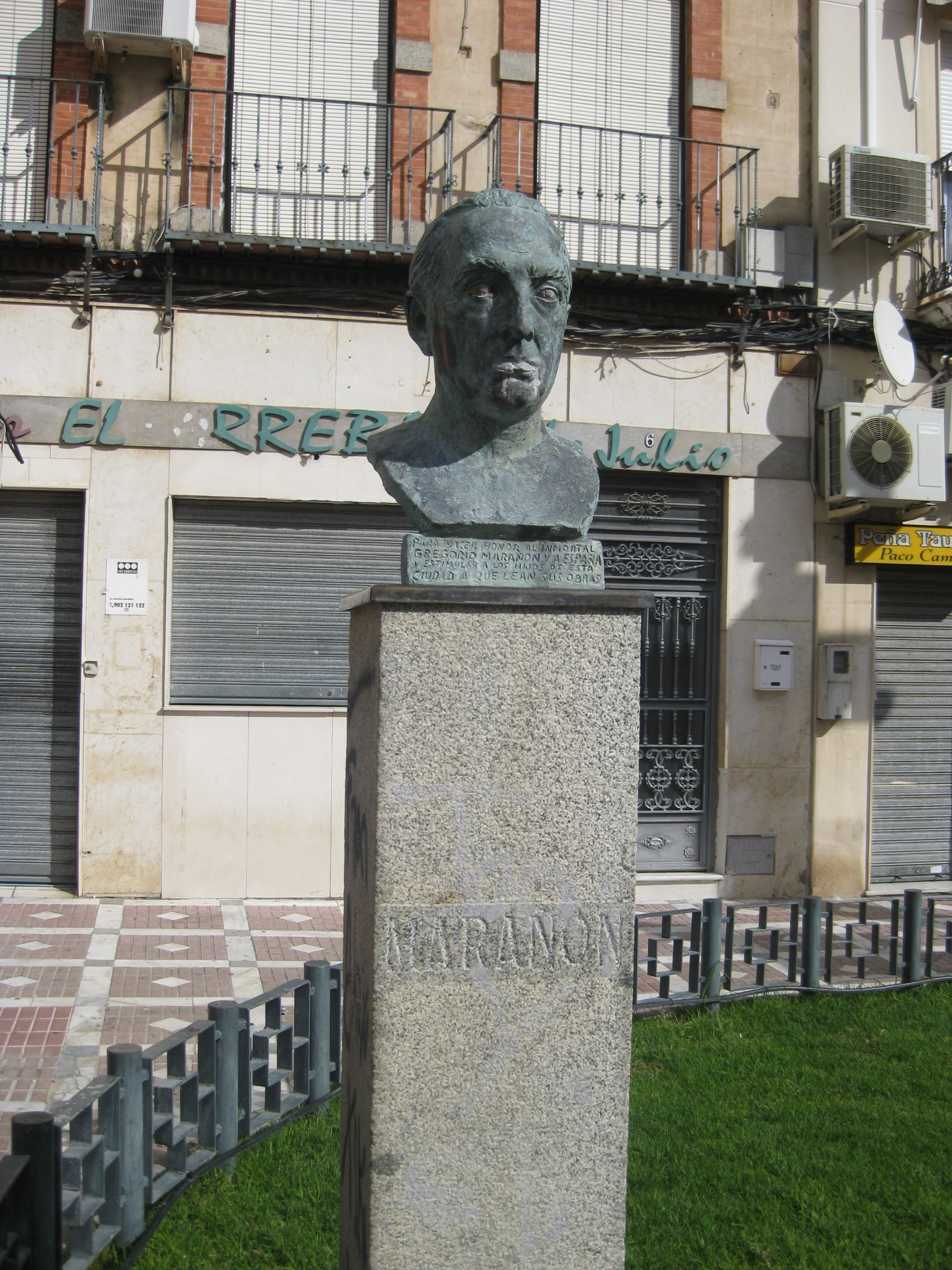
Marañón-Büste in der Gemeinde Jódar, Provinz Jaén

Marañón betätigte sich neben seiner ärztlichen Berufsausübung als Schriftsteller und Geschichtsforscher.

### Olivares. Der Niedergang Spaniens als Weltmacht
International bekannt wurde seine Monographie Olivares. Der Niedergang Spaniens als Weltmacht (1936, deutsch 1939). Darin zeichnet er das Porträt eines mächtigen Ministers des Königs Philipp IV. von Spanien, der fast ein Vierteljahrhundert die Geschicke Spaniens lenkte. Marañón beschreibt Gaspar de Guzmán, Conde de Olivares als einen Mann, der Spanien mit Idealismus und Arbeitseifer wieder Weltgeltung verschaffen wollte und letztlich nur noch tiefer in den Verfall führte. Mit seiner Größe und Vaterlandsliebe habe Olivares in Kontrast zu der maroden Gesellschaft Spaniens gestanden, die sich nach dem Verlust der königlichen Gunst bitter an ihm rächte.

### Tiberius. Geschichte eines Ressentiments
In seinem Werk Tiberius. Geschichte eines Ressentiments (1939, deutsch 1952) verarbeitet Marañón Friedrich Nietzsches Auffassung des Ressentiments. Er kommt zu dem Schluss, dass der römische Kaiser Tiberius an einer seelischen und kognitiven Störung gelitten habe, die zu einer verzerrten Realitäts- und Eigenwahrnehmung führe. Das Ressentiment-Syndrom resultiere aus Zurücksetzungen und traumatisierenden Misserfolgen gegenüber Frauen oder der Gesellschaft. Es verbänden sich Pessimismus, Beklommenheit und Furchtsamkeit mit einem Groll gegen das Schicksal. Solche Menschen seien nachtragend, pedantisch und heuchlerisch.

## Mitgliedschaften und Ehrungen
Marañón war Mitglied in fünf der acht königlichen Akademien von Spanien: Real Academia Española, Real Academia de la Historia, Real Academia de Bellas Artes de San Fernando, Real Academia Nacional de Medicina sowie Real Academia de Ciencias Exactas, Físicas y Naturales. Ein Krankenhaus in Madrid (Hospital General Universitario Gregorio Marañón) und zahlreiche Straßen und Bildungseinrichtungen in ganz Spanien tragen seinen Namen.
- 1932: Ehrendoktorwürde der Sorbonne (Paris).
- 1946: Ehrendoktorwürde der Medizinischen Fakultät der Universität Porto (Portugal).
- 1959: Ehrendoktorwürde der Universität Coimbra.

## Fundación José Ortega y Gasset-Gregorio Marañón
Die Fundación José Ortega y Gasset-Gregorio Marañón ist eine private Stiftung, die sich der Verbreitung von Kultur, der Bildung, dem wissenschaftlichen Diskurs und der Forschung im Bereich der Geistes- und Sozialwissenschaften widmet. Sie wurde 1978 von Soledad Ortega Spottorno gegründet. Die Stiftung betreibt eine Reihe von Zentren mit verschiedenen Fachbereichen. Zu ihren Aktivitäten zählen Aufbaustudien, Universitätskurse für ausländische Studierende, praxisorientierte Forschung, die Pflege internationaler wissenschaftlicher Beziehungen, Seminare und Kongresse, Tagungen, Veröffentlichungen, Kurse für Spanischlehrer sowie Ausstellungen und Gesprächsrunden mit Vertretern aus den Bereichen Politik, Wirtschaft und Wissenschaft. Die Stiftung hat in Spanien Sitze in Madrid und Toledo. Daneben betreibt sie internationale Zweigstellen in Argentinien mit Sitz in Buenos Aires, in Kolumbien mit Sitz in Bogotà, in Mexiko mit Sitz im Colegio de Méjico sowie in der Dominikanischen Republik, in Chile und in Perú.

„Y por la ciencia, como por el arte, se va al mismo sitio: a la verdad. Además, lo que importa es el camino. El camino es el que hace entretenidos los días y gratas las noches. El fin es siempre un sueño. Y quizá el verdadero fin es nunca llegar. [Für die Wissenschaft, wie auch für die Kunst, geht es um das gleiche Anliegen: die Wahrheit. Was ferner zählt, ist der Weg. Es ist der Weg, der abwechslungsreiche Tage und angenehme Nächte bereitet. Das Ende ist immer ein Traum. Und vielleicht ist es der eigentliche Zweck, nie anzukommen.]“

## Schriften (Auswahl)
- Über das Geschlechtsleben. Heidelberg 1928 (mit einer Einführung von Hermann Graf Keyserling)
- Olivares. Der Niedergang Spaniens als Weltmacht. München 1939 (mit einer Einleitung von Ludwig Pfandl) (El Conde-Ducque de Olivares)
- Tiberius. Geschichte eines Ressentiments. München 1952 (Tiberio. Historia de un resentimento, 1939, 1941²)
- Don Juan. Legende und Wirklichkeit. Darmstadt 1954
- Antonio Pérez. Der Staatssekretär Philipps II. Wiesbaden 1959
- Gregorio Marañón und Alfredo Juderías: Obras Completas [Sämtliche Werke]. Espasa-Calpe, Madrid 1966 ff.